# Benno Kroll
Benno Kroll (* 1929 in Berlin; † November 2004 ebenda) war ein deutscher Journalist.

## Leben
Benno Kroll wurde 1929 in Berlin als uneheliches Kind geboren. Sein Vater Chang Kuo-wei, der aus dem Dorf Shi Long An in Mittelchina zum Studieren nach Berlin gekommen war, ging zurück nach China, um dort eine hohe Position anzutreten; die Mutter blieb zurück in Berlin. Sie heiratete den preußischen Regierungsrat Heinrich Kroll, der das Kind als Sohn annahm. Benno Kroll wuchs in Werder (Havel) auf, ohne seine wahre Familiengeschichte zu kennen. Erst 1950 – also mit 21 Jahren – erfuhr er von seiner Mutter, dass sein Vater ein Chinese war. 1964 lernte Kroll seinen Vater – der inzwischen Finanzminister unter Chiang Kai-shek in Taiwan war – kennen. Fast 40 Jahre später schrieb er die Familiengeschichte Der Clan der Changs über seine Herkunft und die Geschichte seiner chinesischen Familie.
Kroll studierte Politikwissenschaft und ging dann in die Industrie, wo er Karriere in einem Stahlkonzern machte. 1968 folgte der Bruch mit der bürgerlichen Existenz; Kroll ging für zwei Jahre nach Formentera und begann mit dem Schreiben. Er selbst bezeichnete diese Phase rückblickend als seine Hippie-Zeit. Sein Talent wurde 1970 von Henri Nannen entdeckt, und Kroll begann relativ spät – mit 40 Jahren – die Arbeit als Journalist.
Kroll hat als Reporter für stern und GEO gearbeitet sowie als freier Autor unter anderem in der Zeit, der Brigitte und in Cosmopolitan veröffentlicht. Für seine Arbeit Charlys treuer Killer in GEO  über illegale Hundekämpfe in den USA wurde er 1979 mit dem Egon-Erwin-Kisch-Preis ausgezeichnet.
Kroll lebte zuletzt in Berlin, wo er im November 2004 verstarb.

## Werke
- Der Clan der Changs – die Geschichte eines Deutschen und seiner chinesischen Familie. Droemer, München 2003, ISBN 3-426-77808-4.
- Erinnerungen eines Liebhabers – Chronik eines geliebten Lebens. Rasch und Röhring, Hamburg 1995, ISBN 3-89136-529-2.
- Das Kalkül in der Liebe – Frauen und Männer nach der sexuellen Revolution. Hoffmann und Campe, Hamburg 1992, ISBN 3-426-84001-4.
- Nachtasyl – ein Lehrstück über Kriminalistik und Politik. Gruner und Jahr, Hamburg 1981, ISBN 3-442-11526-4.